# تاکانوری مییاکه
تاکانوری مییاکه (انگلیسی: Takanori Miyake؛ زادهٔ ۱۵ فوریهٔ ۱۹۹۲) بازیکن فوتبال اهل ژاپن است.